# Tricouni Peak
Tricouni Peak är en bergstopp i Kanada.   Den ligger i provinsen British Columbia, i den sydvästra delen av landet, 3 500 km väster om huvudstaden Ottawa. Toppen på Tricouni Peak är 2 122 meter över havet, eller 598 meter över den omgivande terrängen. Bredden vid basen är 7,9 km.
Terrängen runt Tricouni Peak är huvudsakligen bergig, men åt sydost är den kuperad.Trakten runt Tricouni Peak är nära nog obefolkad, med mindre än två invånare per kvadratkilometer..
I omgivningarna runt Tricouni Peak växer i huvudsak blandskog.